# Салырский ковёр
Салырский ковер (также: салорский ковер; туркм. salyr halysy) — разновидность туркменского ковра, традиционно изготавливаемого вручную туркменами этнографической группы салыр.

## Описание

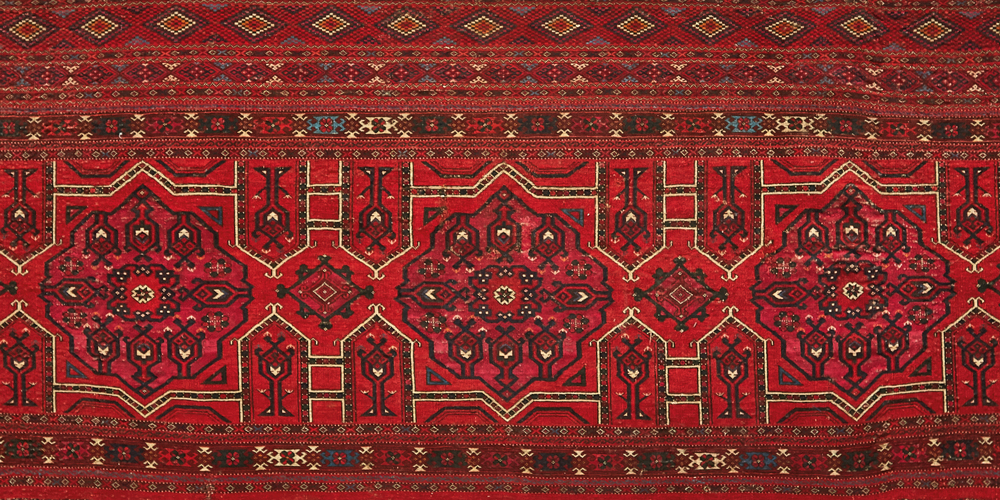
Ковровое изделие туркмен-салыров

В Средние века племя салыр считалось одним из самых уважаемых и древних среди туркменских племён. В XI веке они завоевали часть Анатолии, которая позже стала частью Османской империи. В XVII веке салыры жили в районе Пендинского оазиса и Ёлётена в Туркменистане. В период расцвета племени их ковры считались лучшими в Средней Азии.
Салырские ковры выделялись качеством и точной отделкой, делались из блестящей овечьей шерсти, а плотность достигала до 5000 узлов на квадратный дециметр. В коврах XIX века для важных элементов часто использовали шёлковые нити. Женщины племени салыр особенно отличились в искусстве изготовления ковровых сумок, которые поражали своей изящностью и мастерством.
В коврах салыр использовались широкие бордюры (элемы), как и в коврах других туркменских племён. Эти элемы могли быть украшены символами племени или быть простыми. Основной элемент узора — гёль, который часто передавал архаические художественные традиции. Гель в салырских коврах — это сочетание натуралистических изображений и геометрических форм. Одним из типичных узоров был «гюлли-гёль» с трилистниками по краям. На коврах часто встречались шестиугольники с крестами внутри, а также другие узоры: буква «S», рога барана и ромбы с изображением «X». Во второй половине XIX века ковры «Салор Пенде» стали известны, но они уже отличались избытком декора и слишком яркими цветами, что указывало на упадок мастерства.
Для окраски салырских ковров использовались только натуральные красители, включая кошениль и марену для красных оттенков, а также голубые, коричневые, синие и фиолетовые тона для полихромных узоров.